# John Spike

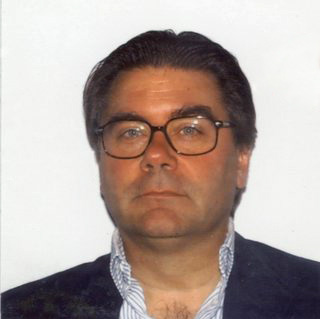
John Spike

John Thomas Spike (* 8. November 1951 in New York City) ist ein US-amerikanischer Kunsthistoriker, Kritiker und Berater, der sich auf die italienische Renaissance- und Barockmalerei spezialisiert hat. 

## Biographie
John Spike ist in New York City und Tenafly (New Jersey) aufgewachsen. Sein Vater, Robert Spike, war ein Teilnehmer der US-amerikanischen Bürgerrechtsbewegung der 1960er Jahre. Sein Bruder ist Paul Spike, ein Autor und der erste amerikanische Chefredakteur der satirischen britischen Zeitschrift Punch. Nach seinem Bachelor-Studium an Wesleyan University in Connecticut, hat er ein Doktor-Studium in Kunst-Geschichte an der Harvard University gemacht. Er promovierte über den italienischen Maler Mattia Preti, einen wichtigen Vertreter der Caravaggio Schule. Es war die erste vollständige Studie über Preti. Spike wurde später für seine Arbeit mit der Ehrenbürgerschaft von Taverna, der italienischen Geburtsstadt Pretis, geehrt.
Im Lauf seiner Karriere hat Spike in mehreren Museen Kunstausstellungen organisiert und Vorträge gehalten. Beispiele sind die Pinacoteca Nazionale, Bologna; die Galleria degli Uffizi (die Uffizien) und die Biblioteca Nazionale Centrale, Florenz; the Kimbell Art Museum, Fort Worth; die Pierpont Morgan Library und das Metropolitan Museum of Art, New York; das Musée du Louvre, Paris; die Staatsgalerie Stuttgart; das National Museum of Fine Arts, Valletta, und die National Gallery of Art in Washington, D.C. Er hat auch Vorlesungen an den Harvard, Yale and Princeton Universitäten, sowie an der University of Malta gehalten.
Spike hat auch Bücher über italienische Künstler wie Fra Angelico, Masaccio und Caravaggio geschrieben. Zur Zeit beschäftigt er sich mit einem Roman über das Leben von Michelangelo.
Spike hat auch viele Bücher und Artikel über zeitgenössische Künstler in New York und Italien geschrieben. Zusätzlich war er Mitglied der Jury für die erste Biennale Internazionale Dell’Arte Contemporanea, Florenz, Italien, im Dezember 1997. Von 1998 bis 2005 war er viermal Direktor dieser Ausstellung. Er war auch der einzige Richter des 2005 Turku Biennials, Finnland und wird dort auch eine Skulpturausstellung in 2011 in Zusammenhang mit Turkus Bezeichnung als Kulturhauptstadt Europas in diesem Jahr organisieren. Im Moment bearbeitet er den catalogue raisonne von Richard Anuszkiewicz, ein amerikanischer Künstler der Op Art Bewegung.
Spike wohnt mit seiner Frau in Williamsburg, VA, USA wo er seit 2011 als Distinguished Scholar in Residence, sowie Kurator des Muscarelle Museum of Art bis heute noch tätig ist.

## Bibliographie (Auswahl)
- Dissimilar Revelations.  Essays on Neolithic Art, Fra Angelico, Velázquez, Goya and Cézanne,  Edgewise, New York, 2003
- Gregorio Preti, Paintings and Documents, Centro Di, Firenze, 2003
- Il Senso del Piacere. Una collezione di nature morte,  Skira, Milano, 2002
- Caravaggio, Abbeville Press, New York, 2001
- Mattia Preti. Catalogue raisonné of the Paintings/Catalogo ragionato dei dipinti, Centro Di, Firenze 1999
- Mattia Preti e l’Ordine di San Giovanni tra la Calabria e Malta, Katalog Museo Civico, Rende, 26 March – 12 June 1999
- Masaccio. Fabbri Editori, 1995
- Fra Angelico, Fabbri Editori, 1996 (deut. Ausgabe 1997: Hirmer Verlag, München)
- Italian Paintings in the Cincinnati Art Museum, Katalog, Cincinnati, Ohio, 1993
- Angel Orensanz Disegni: 1991–2000, Katalog, Galleria d’Arte Contemporanea di Palazzo Ducale, Pavullo
- Rossano Naldi (1913–1994), Katalog, Biblioteca Nazionale Centrale di Firenze, 1998